# Côte d'Or
Pour les articles homonymes, voir Côte-d'Or (homonymie).
Ne doit pas être confondu avec Côte-d'Or.
La côte d'Or est un relief calcaire de France situé en Bourgogne-Franche-Comté. Elle tire son nom du département de la Côte-d'Or, dans lequel elle se situe.
Elle est limitée au nord par l'Ouche et au sud par la Dheune et s'étend sur une longueur d'environ 45 km. Elle se divise entre la côte dijonnaise entre Dijon et Nuits-Saint-Georges, et la côte beaunoise au sud entre Nuits-Saint-Georges et Beaune.
La côte d'Or marque également la bordure occidentale de la plaine de Saône, et se prolonge vers l'ouest sur plateau de l'arrière-côte de Dijon et de Beaune. Ce dernier est limité par le Morvan au sud-ouest et le plateau de Langres au nord-est.
D'un point de vue géologique, il s'agit d'un horst formé par escarpement de faille dû à l'ouverture du rift ouest-européen. Le point culminant de cet escarpement est un point non nommé situé dans le bois de Pierre Saux, sur la commune de Détain-et-Bruant.

## Toponymie

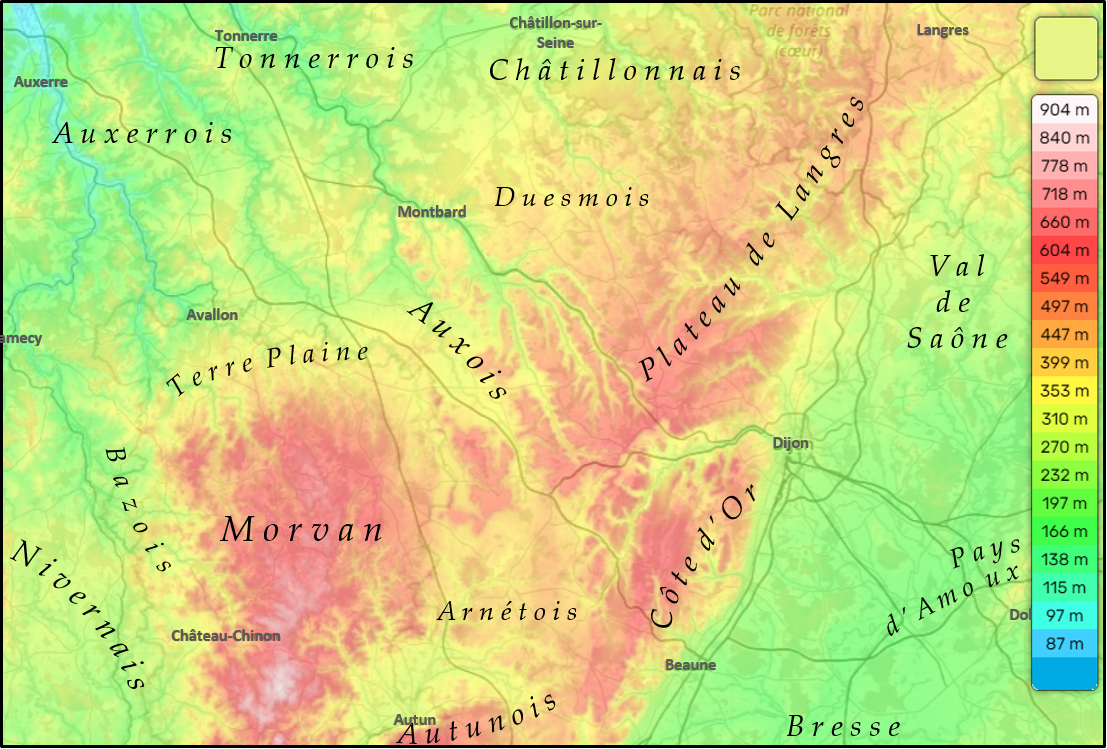
Carte topographique de la région dans laquelle la côte d'Or se situe.

Pour dénommer le nouveau département, c’est bien cette caractéristique géographique de l’escarpement de la Côte, séparant la moitié ouest montagneuse du département (partie du Morvan, haut Auxois, plateaux calcaires), de la plaine de la Saône, orienté à l’est (l'orient), qui a retenu l’attention du Comité de division, et de ses experts géographes, chargé en 1790 de la division de la France par l'Assemblée constituante (voir l'origine du nom de la Côte-d'Or).

## Viticulture
La côte d'Or est couverte de vignobles réputés qui constituent le cœur du bien « climats du vignoble de Bourgogne » inscrit au Patrimoine mondial.
Elle est divisée en deux, la côte de Nuits pour sa moitié nord et la côte de Beaune pour sa partie sud. Elle se prolonge vers le sud d'abord dans le département de Saône-et-Loire par la côte chalonnaise et le Mâconnais, puis dans le Rhône par le Beaujolais.
L'appellation bourgogne côte-d'or est créée en 2017.